# Mario Henderson
Mario Henderson (Fort Myers, 29 ottobre 1984 – 21 ottobre 2020) è stato un giocatore di football americano statunitense che ha militato nel ruolo di offensive tackle nella National Football League e nella Arena Football League (AFL). Fu scelto nel corso del terzo giro del Draft NFL 2007 dagli Oakland Raiders. Al college giocò a football coi Florida State Seminoles.

## Carriera

### Oakland Raiders
Al Draft 2007, Henderson è stato selezionato dagli Oakland Raiders come 91ª scelta. Ha debuttato nella NFL il 25 novembre a Kansas contro i Kansas City Chiefs indossando la maglia numero 75. Dopo due stagioni in cui ha giocato poco, nella stagione 2009 ha trovato maggiormente spazio.
Nella stagione 2010 con l'arrivo del rookie Jared Veldheer ha visto calare i suoi minuti in campo. A fine stagione è stato tagliato.

### San Diego Chargers
Il 12 aprile 2012, Henderson ha firmato un contratto con i San Diego Chargers.

## Statistiche
Stagione regolare
Legenda: PG=Partite giocate PT=Partite da titolare.
| Stagione | Squadra         | PG | PT |
| -------- | --------------- | -- | -- |
| 2007     | Oakland Raiders | 1  | 0  |
| 2008     | Oakland Raiders | 11 | 5  |
| 2009     | Oakland Raiders | 16 | 16 |
| 2010     | Oakland Raiders | 16 | 7  |